# پیشه موسیقایی او
پیشهٔ موسیقاییِ او (به انگلیسی: His Musical Career یا Musical Tramp) فیلمی کوتاه و صامت، به نویسندگی و کارگردانی و بازی چارلی چاپلین و تولید سال ۱۹۱۴ است.

## داستان
چارلی مسئول جابجایی و تحویل دادن پیانو می‌شود و در این کار مشکلاتی برایش به‌وجود می‌آید و در نهایت با پیانو در آب می‌افتد.

## بازیگران
- چارلی چاپلین در نقش تکان‌دهندهٔ پیانو
- مک سوین در نقش مایک
- چارلی چیس (با عنوان چارلز پروت) در نقش مدیر فروشگاه پیانو
- فریتز چیدا در نقش آقای ثروتمند
- سیسیل آرنولد در نقش خانم ثروتمند
- فرانک هیز در نقش آقای پور